# Taiakou
Taiakou (auch Tayakou) ist ein Ort und ein Arrondissement im Département Atakora in Benin. Es ist eine Verwaltungseinheit, die der Gerichtsbarkeit der Kommune Tanguiéta untersteht. Gemäß der Volkszählung von 2013 hatte Taiakou 13.173 Einwohner, davon waren 6565 männlich und 6608 weiblich.
Der Ort liegt an der Straße RN9, die nordwärts nach Tanguiéta führt und südwärts in die Kommune Boukoumbé im Département Atakora.